# 宾夕法尼亚州县级行政区列表
这个列表列出宾夕法尼亚州的67個縣。該州最先被分為三郡，費城，切斯特和巴克斯三縣。後來領土向西擴展和人口增加，出現新建縣和從舊縣分出新縣。

## FIPS 代碼
每縣都配有一個聯邦資訊處理標準（FIPS）代碼，供美國聯邦政府認別每一個縣。在這裡代碼與縣的人口數據相連。賓夕法尼亞州的FIPS代碼是42，結合任何一個郡的代碼則為「42XXX」。其中費城和費城郡已於1854年實行郡市同界，但州適用於郡的法律在費城仍然有效。

## 各縣列表
| 縣           | FIPS代码 | 縣城           | 成立 | 來源                                                                                | 命名                                                                         | 人口      | 面積                            | 在賓夕法尼亞州的位置         |
| ------------ | -------- | -------------- | ---- | ----------------------------------------------------------------------------------- | ---------------------------------------------------------------------------- | --------- | ------------------------------- | ---------------------------- |
| 亞當斯縣     | 001      | 蓋茨堡         | 1800 | 自約克縣分出                                                                        | 约翰·亚当斯，第二任 美國總統                                                 | 101,407   | 522平方英里 （1,352平方公里）   | 標示出亞當斯縣位置的地圖     |
| 阿利根尼縣   | 003      | 匹茲堡         | 1788 | 自華盛頓縣與威斯特摩蘭縣分出成立                                                    | 原住民語，意思是「美麗的溪流」                                               | 1,223,348 | 745平方英里 （1,930平方公里）   | 標示出阿利根尼縣位置的地圖   |
| 阿姆斯特朗縣 | 005      | 基塔宁         | 1800 | 自阿利根尼縣，萊科恩縣與威斯特摩蘭縣分出成立                                        | 紀念美國獨立戰爭將軍，小約翰·阿姆斯特朗                                      | 68,941    | 664平方英里 （1,720平方公里）   | 標示出阿姆斯特朗縣位置的地圖 |
| 比佛縣       | 007      | 比弗           | 1800 | 自阿利根尼縣與華盛頓縣分出成立                                                      | 命名自比佛河                                                                 | 170,539   | 444平方英里 （1,150平方公里）   | 標示出比佛縣位置的地圖       |
| 貝德福縣     | 009      | 贝德福德       | 1771 | 自坎伯蘭縣分出                                                                      | 命名自貝德福城堡                                                             | 49,762    | 1,015平方英里 （2,629平方公里） | 標示出貝德福縣位置的地圖     |
| 伯克縣       | 011      | 雷丁           | 1752 | 自切斯特縣，蘭開斯特縣與費城縣分出成立                                              | 命名自英國的伯克郡                                                           | 411,442   | 866平方英里 （2,243平方公里）   | 標示出伯克縣位置的地圖       |
| 布萊爾縣     | 013      | 霍利迪斯堡     | 1846 | 自亨廷登與貝德福縣分出成立                                                          | 紀念約翰·布萊爾，美國聯邦最高法院大法官。                                    | 127,089   | 527平方英里 （1,365平方公里）   | 標示出布萊爾縣位置的地圖     |
| 布拉福縣     | 015      | 托旺达         | 1810 | 自路澤恩縣與萊科恩縣分出成立，原名安大略縣，1812年更名                              | 紀念第二任司法部長威廉·布拉福                                                | 62,622    | 1,161平方英里 （3,007平方公里） | 標示出布拉福縣位置的地圖     |
| 巴克斯縣     | 017      | 多伊尔斯敦     | 1682 | 賓夕法尼亞州原始三縣之一                                                            | 命名自英國白金漢郡                                                           | 625,249   | 622平方英里 （1,611平方公里）   | 標示出巴克斯縣位置的地圖     |
| 巴特勒縣     | 019      | 巴特勒         | 1800 | 自阿利根尼縣分出                                                                    | 紀念美國獨立戰爭將軍，理查·巴特勒                                            | 183,862   | 795平方英里 （2,059平方公里）   | 標示出巴特勒縣位置的地圖     |
| 坎布里亞縣   | 021      | 埃本斯堡       | 1804 | 自索美塞特和亨廷登縣分出成立                                                        | 坎布里亞，威爾斯之古名                                                       | 143,679   | 693平方英里 （1,795平方公里）   | 標示出坎布里亞縣位置的地圖   |
| 卡梅倫縣     | 023      | 恩波里厄姆     | 1860 | 自柯林頓，埃爾克, 麥基恩,和波特縣分出成立                                           | 縣名紀念參議員西門·卡梅倫                                                    | 5,085     | 399平方英里 （1,033平方公里）   | 標示出卡梅倫縣位置的地圖     |
| 卡本縣       | 025      | 吉姆索普       | 1843 | 自門羅和北安普敦縣分出成立                                                          | 煤的成分碳，指當地的煤礦                                                     | 65,249    | 387平方英里 （1,002平方公里）   | 標示出卡本縣位置的地圖       |
| 森特縣       | 027      | 贝尔丰特       | 1800 | 自萊科恩, 米夫林, 北安普敦與亨廷頓縣分出成立                                        | 本縣為全州的中央                                                             | 153,990   | 1,112平方英里 （2,880平方公里） | 標示出森特縣位置的地圖       |
| 切斯特縣     | 029      | 威徹斯特       | 1682 | 賓夕法尼亞州原始三縣之一                                                            | 命名自英國城市切斯特                                                         | 498,886   | 760平方英里 （1,968平方公里）   | 標示出切斯特縣位置的地圖     |
| 克拉里恩縣   | 031      | 克拉里恩       | 1839 | 自韋南戈和阿姆斯特朗縣分出成立                                                      | 縣名來自克拉里恩河                                                           | 39,988    | 609平方英里 （1,577平方公里）   | 標示出克拉里恩縣位置的地圖   |
| 克利爾菲縣   | 033      | 克利尔菲尔德   | 1804 | 自萊科恩和亨廷登縣分出成立                                                          | 意思是「被伐木開墾的土地」                                                   | 81,642    | 1,154平方英里 （2,989平方公里） | 標示出克利爾菲縣位置的地圖   |
| 柯林頓縣     | 035      | 洛克黑文       | 1839 | 自萊科恩和森特縣分出成立                                                            | 紀念紐約州第七、九任州長迪威特·柯林頓                                        | 39,238    | 898平方英里 （2,326平方公里）   | 標示出柯林頓縣位置的地圖     |
| 哥倫比亞縣   | 037      | 布盧姆斯堡     | 1813 | 自諾森伯蘭和盧澤恩縣分出成立                                                        | 哥倫比亞可為美洲的古稱、代稱                                                 | 67,295    | 490平方英里 （1,269平方公里）   | 標示出哥倫比亞縣位置的地圖   |
| 克勞福德縣   | 039      | 米德維爾       | 1800 | 自阿利根尼縣分出成立                                                                | 紀念法國-印第安戰爭和美國獨立戰爭時期軍人威廉·克勞福德                       | 88,765    | 1,038平方英里 （2,688平方公里） | 標示出克勞福德縣位置的地圖   |
| 坎伯蘭縣     | 041      | 卡萊爾         | 1750 | 自蘭開斯特縣分出成立                                                                | 來自英國同名的郡坎伯蘭郡                                                     | 235,406   | 551平方英里 （1,427平方公里）   | 標示出坎伯蘭縣位置的地圖     |
| 多芬縣       | 043      | 哈里斯堡       | 1785 | 自蘭開斯特縣分出成立                                                                | 紀念法國王太子路易·约瑟夫                                                    | 268,100   | 558平方英里 （1,445平方公里）   | 標示出多芬縣位置的地圖       |
| 特拉华县     | 045      | 米迪亞         | 1789 | 自切斯特縣縣分出成立                                                                | 縣名來自特拉华河                                                             | 558,979   | 191平方英里 （495平方公里）     | 標示出特拉华县位置的地圖     |
| 埃爾克縣     | 047      | 里奇韦         | 1843 | 自傑斐遜、麥基恩和克利爾菲縣分出成立                                                | 縣名來自當地昔日常見的馬鹿                                                   | 31,946    | 832平方英里 （2,155平方公里）   | 標示出埃爾克縣位置的地圖     |
| 伊利縣       | 049      | 伊利           | 1800 | 自阿利根尼縣分出成立;依附於克勞福德縣直至1803年                                     | 縣名來自伊利湖                                                               | 280,566   | 1,558平方英里 （4,035平方公里） | 標示出伊利縣位置的地圖       |
| 費耶特縣     | 051      | 尤寧敦         | 1783 | 自威斯特摩蘭縣分出成立                                                              | 縣名紀念美國獨立戰爭英雄、法國大革命領導者，拉法葉侯爵                       | 136,606   | 798平方英里 （2,067平方公里）   | 標示出費耶特縣位置的地圖     |
| 福里斯特縣   | 053      | 泰厄内斯塔     | 1848 | 自傑斐遜縣分出成立，從屬於傑斐遜縣直至1857年                                        | 該縣茂密的森林                                                               | 7,716     | 431平方英里 （1,116平方公里）   | 標示出福里斯特縣位置的地圖   |
| 富蘭克林縣   | 055      | 錢伯斯堡       | 1784 | 自坎伯蘭縣分出成立                                                                  | 紀念美國開國元勳班傑明·富蘭克林                                              | 149,618   | 771平方英里 （1,997平方公里）   | 標示出富蘭克林縣位置的地圖   |
| 富爾頓縣     | 057      | 麦康奈尔斯堡   | 1850 | 自貝德福縣分出成立                                                                  | 縣名紀念蒸汽船發明者羅伯特·富爾頓                                            | 14,845    | 438平方英里 （1,134平方公里）   | 標示出富爾頓縣位置的地圖     |
| 格林縣       | 059      | 韦恩斯堡       | 1796 | 自華盛頓縣分出成立                                                                  | 縣名紀念美國獨立戰爭將領納薩尼爾·葛林                                        | 38,686    | 578平方英里 （1,497平方公里）   | 標示出格林縣位置的地圖       |
| 亨廷登縣     | 061      | 亨丁頓         | 1787 | 自貝德福縣分出成立                                                                  | 縣名源自英格蘭歷史上的亨廷登郡                                               | 45,913    | 889平方英里 （2,302平方公里）   | 標示出亨廷登縣位置的地圖     |
| 印第安納縣   | 063      | 印第安纳       | 1803 | 自萊科恩和威斯特摩蘭縣分出成立;從屬於威斯特摩蘭直至1806年                           | 美國原住民印第安納族                                                         | 88,880    | 834平方英里 （2,160平方公里）   | 標示出印第安納縣位置的地圖   |
| 傑斐遜縣     | 065      | 布魯克維爾     | 1804 | 自萊科恩縣分出成立;從屬於威斯特摩蘭直至1806年及印第安納縣至1830年                   | 郡名紀念第三任美國總統湯瑪斯·傑佛遜                                          | 45,200    | 657平方英里 （1,702平方公里）   | 標示出傑斐遜縣位置的地圖     |
| 朱尼亞塔縣   | 067      | 米夫林敦       | 1831 | 自米夫林縣分出成立                                                                  | 縣名來自朱尼亚塔河，意為「頑石部落」                                         | 24,636    | 394平方英里 （1,020平方公里）   | 標示出朱尼亞塔縣位置的地圖   |
| 拉克萬納縣   | 069      | 斯克蘭頓       | 1878 | 自盧澤恩縣分出成立                                                                  | 縣名來自拉克万纳河，印第安語意為「分叉的溪」                                 | 214,437   | 465平方英里 （1,204平方公里）   | 標示出拉克萬納縣位置的地圖   |
| 蘭開斯特縣   | 071      | 蘭開斯特       | 1729 | 自切斯特縣分出成立                                                                  | 源自英格蘭城市蘭開夏                                                         | 519,445   | 984平方英里 （2,549平方公里）   | 標示出蘭開斯特縣位置的地圖   |
| 勞倫斯縣     | 073      | 纽卡斯尔       | 1849 | 自比佛和默瑟縣分出成立                                                              | 縣名紀念1812年戰爭中戰死的詹姆斯·羅倫斯                                      | 91,108    | 363平方英里 （940平方公里）     | 標示出勞倫斯縣位置的地圖     |
| 萊巴嫩縣     | 075      | 萊巴嫩         | 1813 | 自多芬和蘭開斯特縣分出成立                                                          | 縣名意思是聖經中「白色的山」                                                 | 133,568   | 363平方英里 （940平方公里）     | 標示出萊巴嫩縣位置的地圖     |
| 利哈伊縣     | 077      | 阿倫敦         | 1812 | 自北安普敦縣分出成立                                                                | 利哈伊河                                                                     | 349,497   | 349平方英里 （904平方公里）     | 標示出利哈伊縣位置的地圖     |
| 盧澤恩縣     | 079      | 威爾克斯-巴里  | 1786 | 自諾森伯蘭縣分出成立                                                                | 縣名紀念法國駐美大使Chevalier de la Luzerne                                  | 320,918   | 907平方英里 （2,349平方公里）   | 標示出盧澤恩縣位置的地圖     |
| 萊科恩縣     | 081      | 威廉斯波特     | 1795 | 自諾森伯蘭縣分出成立                                                                | 縣名來自来可明溪，特拉华语的意思是「多砂石的河」                             | 116,111   | 1,244平方英里 （3,222平方公里） | 標示出萊科恩縣位置的地圖     |
| 麥基恩縣     | 083      | 斯梅斯波特     | 1804 | 自萊科恩郡分出成立;但因司法和選舉原因由森特郡托管至1814年，後由萊科恩縣托管至1826年 | 縣名紀念本州第一任州長湯瑪士·麥基恩                                          | 43,450    | 984平方英里 （2,549平方公里）   | 標示出麥基恩縣位置的地圖     |
| 默瑟縣       | 085      | 默瑟           | 1800 | 自阿利根尼郡分出成立                                                                | 縣名紀念獨立戰爭將軍休·默瑟                                                  | 116,638   | 683平方英里 （1,769平方公里）   | 標示出默瑟縣位置的地圖       |
| 米夫林縣     | 087      | 劉易斯敦       | 1789 | 自坎伯蘭縣和北安普敦縣分出成立                                                      | 縣名紀念本州第一任州長湯瑪士·米夫林                                          | 46,682    | 415平方英里 （1,075平方公里）   | 標示出米夫林縣位置的地圖     |
| 門羅縣       | 089      | 斯特劳兹堡     | 1836 | 自派克縣和北安普敦縣分出成立                                                        | 縣名紀念第五任美國總統詹姆斯·門羅                                            | 169,842   | 617平方英里 （1,598平方公里）   | 標示出門羅縣位置的地圖       |
| 蒙哥馬利縣   | 091      | 诺里斯敦       | 1784 | 自費城縣分出成立                                                                    | 取名自威爾士歷史上的蒙哥馬利什爾郡或1775年魁北克戰爭中陣亡的理查蒙哥馬利將軍 | 799,874   | 487平方英里 （1,261平方公里）   | 標示出蒙哥馬利縣位置的地圖   |
| 蒙圖爾縣     | 093      | 丹維爾         | 1850 | 自哥倫比亞郡分出成立                                                                | 縣名紀念殖民地駐印地安大使蒙圖爾夫人                                         | 18,267    | 132平方英里 （342平方公里）     | 標示出蒙圖爾縣位置的地圖     |
| 北安普敦縣   | 095      | 伊斯頓         | 1752 | 自巴克斯郡分出成立                                                                  | 縣名取自英國城鎮北安普頓                                                     | 297,735   | 377平方英里 （976平方公里）     | 標示出北安普敦縣位置的地圖   |
| 諾森伯蘭縣   | 097      | 森伯里         | 1772 | 自蘭開斯特，伯克，貝德福，坎伯蘭和北安普敦縣 分出成立                               | 縣名取自英國諾森伯蘭郡                                                       | 94,528    | 477平方英里 （1,235平方公里）   | 標示出諾森伯蘭縣位置的地圖   |
| 佩里縣       | 099      | 新布卢姆菲尔德 | 1820 | 自坎伯蘭郡分出成立                                                                  | 縣名紀念1812年戰爭將軍Oliver Hazard Perry                                    | 45,969    | 556平方英里 （1,440平方公里）   | 標示出佩里縣位置的地圖       |
| 費城縣       | 101      | 費城           | 1682 | 賓夕法尼亞州原始三縣之一                                                            | 縣名來自小亞細亞的Philadelphus，意思是「兄弟之愛」                           | 1,526,006 | 143平方英里 （370平方公里）     | 標示出費城縣位置的地圖       |
| 派克縣       | 103      | 米爾福德       | 1814 | 自韋恩縣分出成立                                                                    | 縣名紀念西部拓荒者Zebulon Pike                                               | 57,369    | 567平方英里 （1,469平方公里）   | 標示出派克縣位置的地圖       |
| 波特縣       | 105      | 考德斯波特     | 1804 | 自萊科恩縣分出成立，從屬該縣至1826年，後因司法原因改隸麥基恩縣至1835年              | 縣名紀念獨立戰爭將軍詹姆士波特                                               | 17,457    | 1,081平方英里 （2,800平方公里） | 標示出波特縣位置的地圖       |
| 斯庫爾基爾縣 | 107      | 波茨维尔       | 1811 | 自伯克和北安普敦縣分出成立                                                          | 斯库尔基尔河                                                                 | 148,289   | 778平方英里 （2,015平方公里）   | 標示出斯庫爾基爾縣位置的地圖 |
| 斯奈德縣     | 109      | 米德尔堡       | 1855 | 自尤寧縣分出成立                                                                    | 西蒙 斯奈德，第三任州長。                                                    | 39,702    | 332平方英里 （860平方公里）     | 標示出斯奈德縣位置的地圖     |
| 索美塞特縣   | 111      | 萨默塞特       | 1795 | 自貝德福縣分出成立                                                                  | 郡名源自英格蘭索美塞特郡                                                     | 77,742    | 1,081平方英里 （2,800平方公里） | 標示出索美塞特縣位置的地圖   |
| 沙利文縣     | 113      | 拉波特         | 1847 | 自萊科恩縣分出成立;從屬於萊科恩縣至1848年。                                         | 約翰 沙利文, 獨立戰爭將軍                                                    | 6,428     | 452平方英里 （1,171平方公里）   | 標示出沙利文縣位置的地圖     |
| 薩斯奎漢納縣 | 115      | 蒙特罗斯       | 1810 | 自盧澤恩縣分出成立;從屬於該縣至1812年。                                             | 命名自薩斯奎漢納河,當地部落語言意為 "濁流"                                   | 43,356    | 832平方英里 （2,155平方公里）   | 標示出薩斯奎漢納縣位置的地圖 |
| 泰奧加縣     | 117      | 韦尔斯伯勒     | 1804 | 自萊科恩縣分出成立;從屬於萊科恩縣至1812年。                                         | 命名自泰奧加河,特拉華語指 "溪流的分叉"                                       | 41,981    | 1,137平方英里 （2,945平方公里） | 標示出泰奧加縣位置的地圖     |
| 尤寧縣       | 119      | 刘易斯堡       | 1813 | 自諾森伯蘭縣分出成立                                                                | 縣名取義自合眾國                                                             | 44,947    | 317平方英里 （821平方公里）     | 標示出尤寧縣位置的地圖       |
| 韋南戈縣     | 121      | 富蘭克林       | 1800 | 自阿利根尼和萊科恩縣分出成立;從屬於萊科恩縣至1805年。                               | 縣名來自特拉華語中水獺一詞                                                   | 54,984    | 683平方英里 （1,769平方公里）   | 標示出韋南戈縣位置的地圖     |
| 沃倫縣       | 123      | 沃倫           | 1800 | 自阿利根尼和萊科恩縣分出成立; 從屬於克勞福德縣至1805年，然後改隸韋南戈縣至1819年。  | 縣名紀念獨立戰爭將軍約瑟夫·沃倫                                              | 41,815    | 898平方英里 （2,326平方公里）   | 標示出沃倫縣位置的地圖       |
| 華盛頓縣     | 125      | 華盛頓         | 1781 | 自威斯特摩蘭縣分出成立                                                              | 縣名紀念首任總統喬治·華盛頓                                                  | 207,820   | 861平方英里 （2,230平方公里）   | 標示出華盛頓縣位置的地圖     |
| 韋恩縣       | 127      | 洪斯代尔       | 1798 | 自諾森伯蘭縣分出成立                                                                | 縣名紀念獨立戰爭將軍安東尼韋恩                                               | 52,822    | 751平方英里 （1,945平方公里）   | 標示出韋恩縣位置的地圖       |
| 威斯特摩蘭縣 | 129      | 格林斯堡       | 1773 | 自貝德福縣分出成立.                                                                 | 命名自英國城市威斯特摩蘭                                                     | 365,169   | 1,036平方英里 （2,683平方公里） | 標示出威斯特摩蘭縣位置的地圖 |
| 懷俄明縣     | 131      | 唐克汉诺克     | 1842 | 自盧澤恩縣分出成立                                                                  | 來自德拉瓦語，意思是「平原寬廣」                                             | 28,276    | 405平方英里 （1,049平方公里）   | 標示出懷俄明縣位置的地圖     |
| 約克縣       | 133      | 約克           | 1749 | 自蘭開斯特縣分出                                                                    | 命名自英國城市約克                                                           | 434,972   | 910平方英里 （2,357平方公里）   | 標示出約克縣位置的地圖       |